# Eduard Clam-Gallas

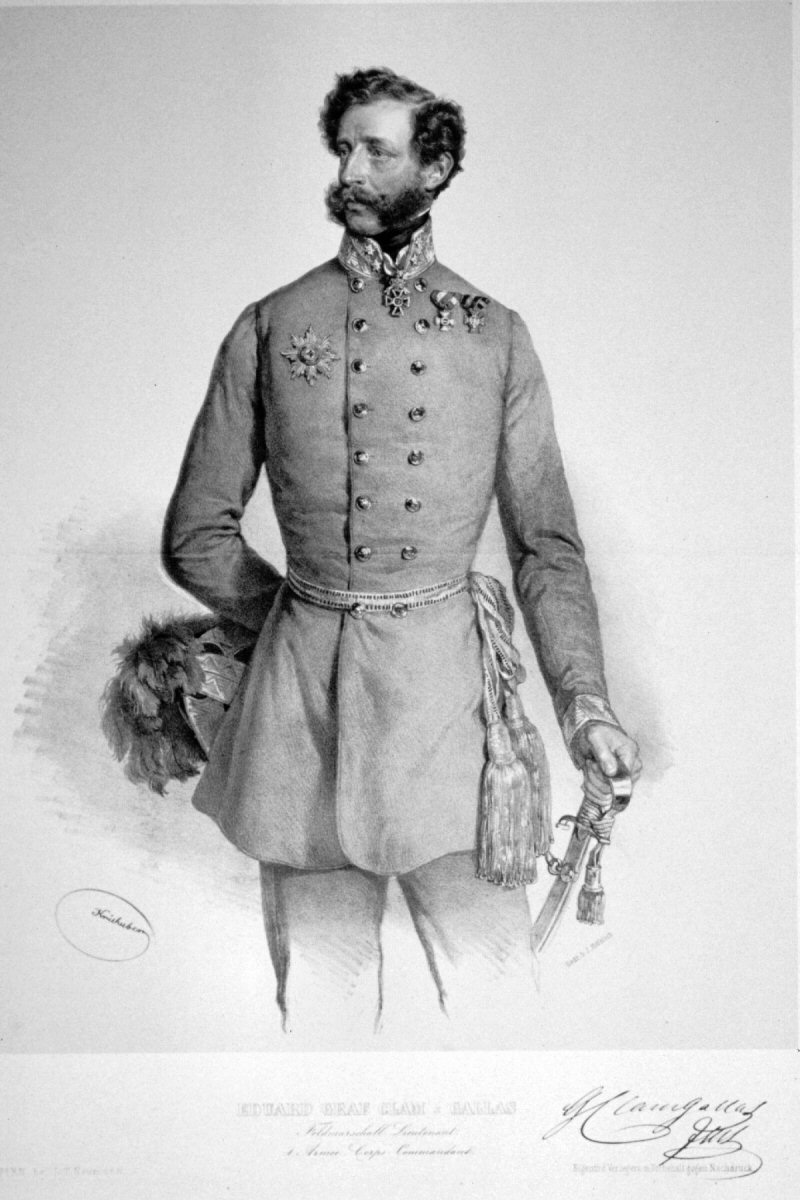
Greve Eduard Clam-Gallas, litografi av Josef Kriehuber 1849.

Eduard Clam-Gallas, född 14 mars 1805 och död 17 mars 1891, var en österrikisk greve och militär.
Clam-Gallas blev officer 1823, generalmajor 1846, fältmarskalklöjtnant 1849 och general vid kavalleriet 1861. Han deltog med utmärkelse i 1848–1849 års krig samt förde 1859 befälet över 1:a armékåren i slagen vid Magenta och Solferino under andra italienska frihetskriget. Han deltog med samma armékår i Tyska enhetskriget men besegrades i slagen vid Münchengrätz och Gitschin och ställdes efter slaget vid Königrätz inför krigsrätt, men frikändes.